# Юдинка (Ивановская область)
Юдинка — деревня в Родниковском районе Ивановской области России, входит в состав Каминского сельского поселения.

## География
Расположена в 9 км на северо-запад от райцентра города Родники.

## История
Деревянная Ильинская церковь в деревне с такой же колокольней была построена в 1909 году на средства крестьянина Василия Петровича Орлова. Церковь была обнесена деревянной оградой. Престол один — в честь Пророка Илии. 
В конце XIX — начале XX века деревня входила в состав Горкинской волости Нерехтского уезда Костромской губернии, с 1918 года — в составе Иваново-Вознесенской губернии.
С 1924 года деревня входила в состав Михайловского сельсовета Родниковского района, с 2005 года — в составе  Каминского сельского поселения.

## Население
| 1872 | 1897 | 1907 | 2002 | 2010 |
| ---- | ---- | ---- | ---- | ---- |
| 54   | ↘40  | ↗64  | ↗229 | ↘159 |